# Distrikt Kagadi

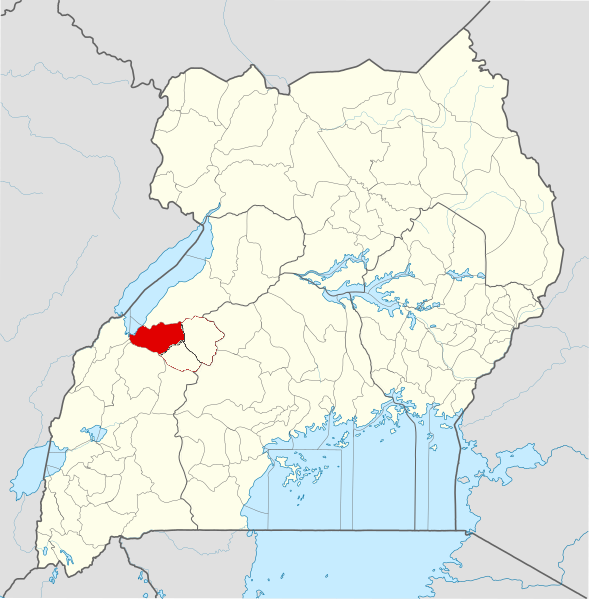
Distrikt Kagadi in Uganda

Kagadi ist ein Distrikt in Westuganda. Die Hauptstadt des Distrikts ist Kagadi.

## Lage
Der Distrikt grenzt im Westen an den Distrikt Ntoroko, im Norden an den Distrikt Hoima, im Osten an den Distrikt Kibaale und im Süden an den Distrikt Kyenjojo.

## Demografie
Die Bevölkerungszahl wird für 2020 auf 430.200 geschätzt. Davon lebten im selben Jahr 15,6 Prozent in städtischen Regionen und 84,4 Prozent in ländlichen Regionen.
| Zensusjahr | Einwohnerzahl |
| ---------- | ------------- |
| 2002       | 228.329       |
| 2014       | 351.033       |

## Wirtschaft
Die Landwirtschaft ist die Hauptstütze der Wirtschaft des Distrikts, wie dies bei den meisten anderen Regionen des Landes der Fall ist. 